# Promachus forcipatus
Promachus forcipatus là một loài ruồi trong họ Asilidae. Promachus forcipatus được Schiner miêu tả năm 1868. Loài này phân bố ở miền Ấn Độ - Mã Lai.